# Erik Čikoš
Erik Čikoš (* 31. Juli 1988 in Bratislava) ist ein slowakischer Fußballspieler. Der Abwehrspieler steht seit März 2020 beim polnischen Verein Puszcza Niepołomice unter Vertrag.

## Jugend
Čikoš spielte in der Jugend in seiner Heimatstadt für Inter Bratislava.

## Karriere

### Verein
Den ersten Profivertrag bekam Čikoš im Jahr 2005 bei Inter Bratislava, wo er drei Spielzeiten gespielt hat und wo er schon Stammspieler war. Es folgte eine Spielzeit beim FC Petržalka 1898, bevor er zu ŠK Slovan Bratislava wechselte und gleichzeitig für ein Jahr an Wisła Krakau ausgeliehen wurde, wo er den polnischen Meistertitel erkämpfte. Wisła wollte ihn verpflichten, aber die Vereine erzielten keine Einigung. Čikoš setzte seine Karriere in der slowakischen Hauptstadt ŠK Slovan Bratislava fort. Anfang 2014 wurde er nach Schottland an Ross County ausgeliehen. Zwei Jahre später wurde Čikoš von dem Verein fest verpflichtet.

### Nationalmannschaft
Čikoš spielte in verschiedenen slowakischen Juniorennationalmannschaften achtunddreißig Spiele. Im Juli 2011 war er im Kader der slowakischen Nationalmannschaft bei der Vorbereitung zum Spiel gegen Andorra. Im Mai 2014 wurde er zum ersten Mal für die A-Nationalmannschaft nominiert.

## Erfolge
- Polnischer Meister: 2010/11
- Slowakischer Meister: 2012/13
- Slowakischer Pokalsieger: 2017/18